# Dværgperikon
Dværgperikon (Hypericum humifusum), ofte skrevet dværg-perikon, er en flerårig, 5-20 cm høj, oftest nedliggende plante i perikon-familien. Blomsterne er mindre end 12 mm i diameter med elliptiske bægerblade med mørke kirtler, især i randen. I Danmark findes dværgperikon hist og her på sandede overdrev og i skovlysninger.